# Out of Order
Pour plus de détails, voir Fiche technique et Distribution.
Out of Order (En dérangement) ou Détraqués au Québec (titre original : Abwärts) est un film allemand réalisé par Carl Schenkel, sorti en 1984.

## Synopsis
Un vendredi soir, l'ascenseur d'un immeuble de bureaux de Francfort se bloque. Dans la cabine se trouvent le soi-disant publicitaire à succès Jörg, sa séduisante collègue Marion, le non conventionnel Pit et le comptable guindé Gössmann. L'incident passe apparemment inaperçu, les personnes prises au piège doivent accepter la situation malheureuse. Des tensions se développent rapidement entre Jörg et Pit, qui finissent par dégénérer en hostilité ouverte. C'est aussi parce que Marion, qui avait jusqu'à récemment une relation avec Jörg, et Pit se sentent attirés l'un par l'autre. Lors de la bagarre entre les deux hommes, Pit tombe de la verrière et glisse dans la cage d'ascenseur, où il est gravement blessé. Après qu'il s'avère que la mallette du comptable discret et passif est pleine à ras bord d'argent qui vient d'être volé à son entreprise, le gardien de la tour voit enfin l'alarme et appelle le service technique d'urgence. Marion, Pit et Gössmann peuvent être libérés. Jörg, d'autre part, fait une chute mortelle en tentant de récupérer la valise pleine d'argent du comptable dans l'ascenseur.
La police et les services d'urgence arrivent. Pit est emmené à l'ambulance sur une civière. Lorsque Gössmann est approché par le gardien alors qu'il quitte l'immeuble, il est choqué et laisse tomber sa valise, qui éclate et ne contient pas l'argent, mais du linge. Pendant ce temps, le cercueil avec le cadavre de Jörg, sur lequel se trouve une deuxième valise, passe. Gössmann rentre chez lui sans argent.

## Fiche technique
- Titre original : Abwärts
- Titre français : Out of Order (En dérangement)
- Titre québécois : Détraqués
- Réalisation : Carl Schenkel
- Scénario : Carl Schenkel
- Dialogues : Frank Göhre
- Musique : Jacques Zwart, Jacques Swart, Felix Moluchi
- Direction artistique : Toni Lüdi
- Costumes : Uschi Zech
- Photographie : Jacques Steyn (de)
- Son : Hans Künzi
- Montage : Norbert Herzner (de)
- Production : Bertram Vetter, Thomas Schühly
- Société de production : Laura Film, Mutoskop Film, Maran Film, Dieter Geissler Filmproduktion
- Société de distribution : CineVox Filmverleih
- Pays d'origine :  Allemagne de l'Ouest
- Langue : Allemand
- Format : Couleur - 1,66:1 - mono - 35 mm

Logo est-allemand du film

- Genre : Thriller
- Durée : 90 minutes

- Dates de sortie :
  -  Allemagne de l'Ouest : 4 mai 1984.
  -  France : 13 février 1985[1].
  -  Italie : 5 avril 1985.
  -  Allemagne de l'Est : 4 mai 1985.
  -  Pays-Bas : 25 juillet 1985.
  -  États-Unis : 1er novembre 1985.
  -  Finlande : 7 février 1986.
  -  Portugal : 30 avril 1986.
  -  Norvège : 24 juillet 1986.
  -  Danemark : 12 août 1988.

## Distribution
- Götz George : Jörg
- Hannes Jaenicke : Pit
- Wolfgang Kieling : Gössmann
- Renée Soutendijk : Marion
- Klaus Wennemann : Heinz
- Ralf Richter : Otto
- Jan Groth : le gardien
- Kurt Raab : l'ascensoriste

## Production

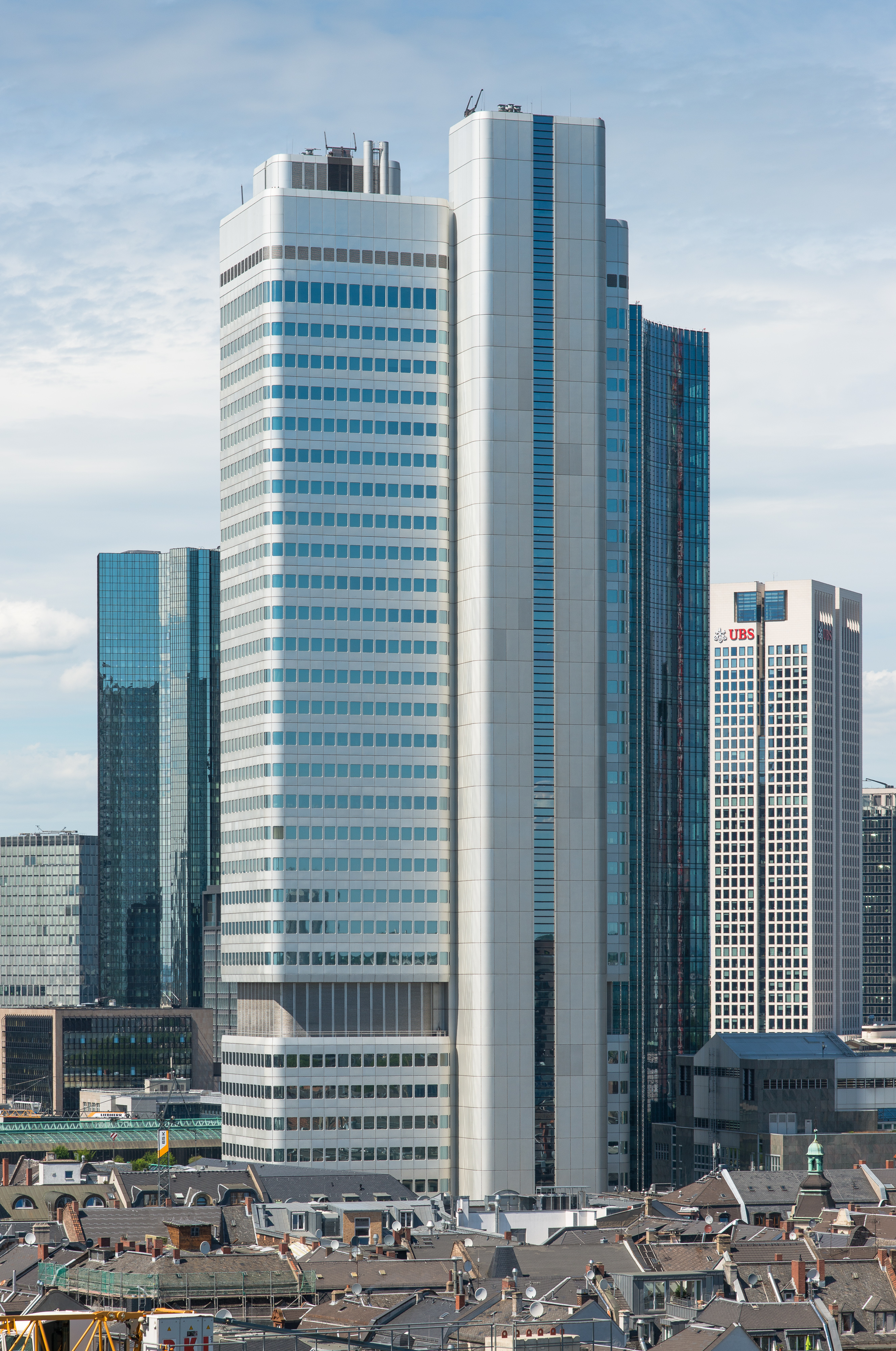
Les plans extérieurs du film furent réalisés à la Silberturm de Francfort-sur-le-Main.

Les plans intérieurs du film sont tournés à l'Office européen des brevets à Munich. La cabine du gardien dans le hall du bâtiment, présente dans le film, fut retiré dans le cadre d'une rénovation. Les enregistrements en hauteur ont lieu dans la Silver Tower, l'ancien siège de la Dresdner Bank à Francfort-sur-le-Main.
L'ascenseur fut partiellement recréé pour le tournage. Pour ce faire, la cage fut retirée d'un ancien bâtiment de la Dachauer Straße à Munich et une cage d'ascenseur de 15 m de haut et d'un rapport d'aspect de 3 m sur 4 m y fut installée.
La Néerlandaise Renee Soutendijk est doublée par Hannelore Elsner.
La console de jeu vidéo avec laquelle joue Pit dans le film est Variety de VTech. La cartouche présente dans la console est le jeu Game and Watch Fire de Nintendo. Cependant, la cartouche de Nintendo est incompatible avec la console de Vtech. Basé sur le film, le lettrage Abwärts peut être lu en bas à droite de la console.
Le film fit l'objet d'une adaptation en un roman paru chez Heyne

## Récompenses et nominations
- Festival international du film fantastique de Catalogne 1984 : Prix du film "Caixa de Catalunya" dans la catégorie Meilleur réalisateur[8] et mention spéciale du jury international de la critique de cinéma pour Carl Schenkel
- Deutscher Filmpreis 1985 :
  - Meilleur second rôle masculin pour Götz George[8]
  - Meilleure photographie[8]
  - Nominations pour Wolfgang Kieling (Meilleur second rôle masculin) et Carl Schenkel (Meilleure réalisation)
- Fantasporto 1985 : Prix dans la catégorie Meilleur réalisateur[8], nomination pour le Prix international du film fantastique et mention spéciale du jury du public.
- Bayerischer Filmpreis 1985 : Meilleure réalisation[8]
- Deutscher Darstellerpreis (de) 1985 Chaplin Shoe : Meilleur acteur pour Götz George